# سرطان كماني شمالي
سرطان كماني شمالي (الاسم العلمي: Uca borealis) هو نوع من الحيوانات يتبع جنس السرطان الكماني من فصيلة السرطانات الشبحية.